# سيمون براون (لاعب كريكت)
سيمون براون (29 يونيو 1969 - ) (بالإنجليزية: Simon Brown)‏ هو لاعب كريكت بريطاني. شارك مع منتخب إنجلترا للكريكت. أما مع النوادي، فقد لعب مع نادي مقاطعة دورهام للكريكت ‏ ونادي مقاطعة نورثامبتونشير للكريكت ‏.

## وصلات خارجية
- سيمون براون على موقع إي آس بي آن كريك إنفو (الإنجليزية)